# Phaeomyiidae
Famille
Les Phaeomyiidae sont une famille de diptères.

## Liste des genres
Selon BioLib (28 mai 2019) :
- genre Pelidnoptera Rondani, 1836